# Eheim
Die Eheim Verwaltungs GmbH ist die Obergesellschaft der Eheim-Gruppe, einem deutschen Hersteller von Aquarien, Aquarienzubehör und Teichzubehör. Der Unternehmenssitz befindet sich in Deizisau östlich von Stuttgart.

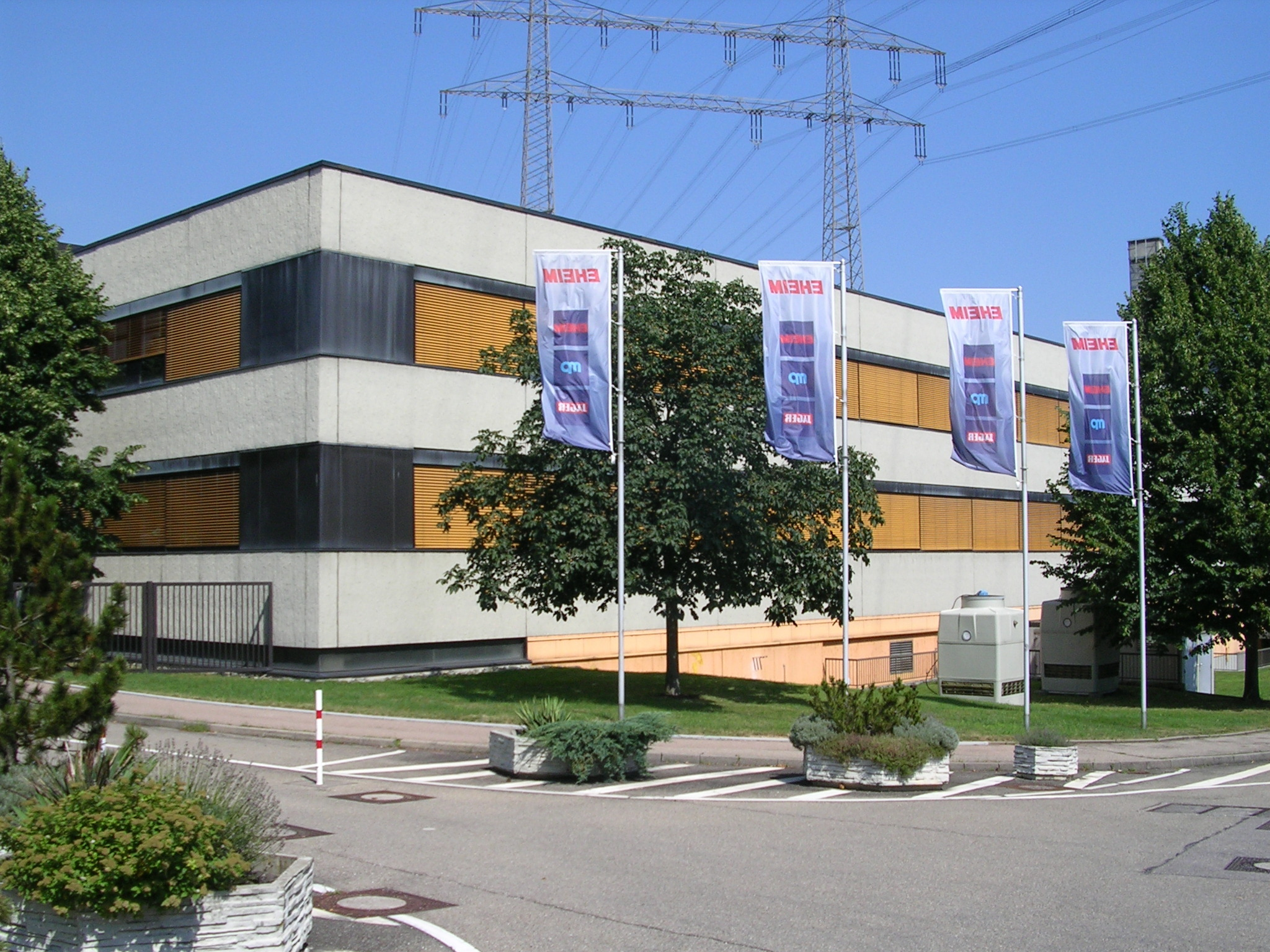
Eheim-Firmengebäude in Deizisau

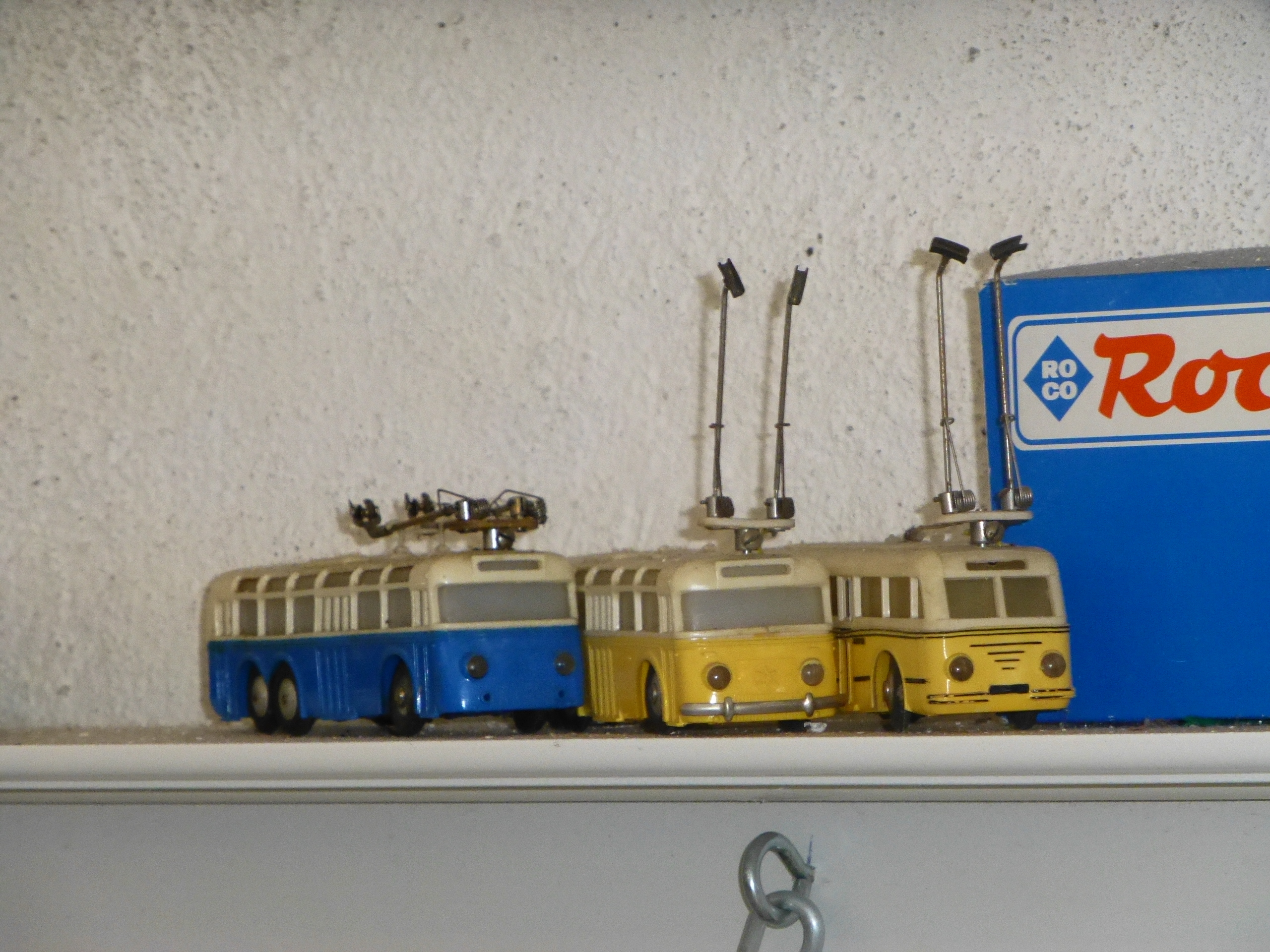
Eheim Modell-Oberleitungsbusse

Die Gesellschaft produziert Filter, Wasserpumpen, Aquarien-Luftpumpen, Filtermaterialien, Ausströmer, Schläuche, Futterautomaten sowie weiteres aquaristisches Zubehör. Die Produkte werden in über 60 Länder exportiert. In Deizisau, der Produktionsstätte, arbeiten ungefähr 250 Mitarbeiter.

## Geschichte
Das am 13. März 1949 von Gunther Eheim (31. August 1919 – 2. Februar 2013) gegründete Unternehmen war auf die „Reparatur und Herstellung von technischen Spielwaren“ spezialisiert. Bekannt wurde es für seine Modell-Oberleitungsbusse, dem sogenannten Trolley-Bus H0.
Weiteres, bekanntes Modelleisenbahn-Zubehör der 1950/1960er Jahre waren der Funk- und Fernsehturm mit und ohne elektromechanisch funktionierendem Aufzug, die Seil-Schwebebahn H0, der Sessellift H0, die Kanzelwandbahn H0, die Lorenseilbahn H0 und die funktionsfähige Schienendraisine VW T1; ein weiteres Einzelprodukt war auch das Fesselflugzeug Stratos. Deren Produktion wurde 1963 – zusammen mit der gesamten Modellbausparte – an die Firma Brawa abgegeben.
Eine Kreiselpumpe mit Magnetkupplung, die für einen Modell-Springbrunnen eingesetzt wurde, war die Grundlage für die Erfindung eines Außenfilters. Der erste sogenannte Saugfilter ging 1963 in die Serienproduktion. Es handelte sich dabei um einen Topffilter, in den Wasser von unten einströmt und verschiedene Filtermassen durchläuft. Eine Pumpe am Pumpenkopf beförderte das Wasser wieder zurück ins Aquarium. Dieses Prinzip ist bis heute bei den Eheim-Filtern der Classic-Baureihe gleich geblieben.
Seit 1986 stellt das Unternehmen auch Wasserfilter für den Außeneinsatz, wie zum Beispiel Gartenteiche, her.
1993 übernahm Eheim das Unternehmen MP-Aquarien (Müller und Pfleger), einen in Rockenhausen ansässigen Hersteller von Glasaquarien. Zudem beherbergt das Werk Rockenhausen noch Eheim ShopDesign. Dort werden sowohl Tierverkaufsanlagen als auch Ladeneinrichtungen für den Zoofachhandel entwickelt und gebaut. Beschäftigt sind circa 90 Mitarbeiter.
2003 übernahm Eheim das Unternehmen Eugen Jäger GmbH in Wüstenrot, Anbieter von Heizstäben in Aquarien. Diese wurden bis 2003 in den Vereinigten Staaten unter dem Namen EBO-Jaeger vertrieben; EBO steht für Eberhard Böttcher, der die Geräte gemeinsam mit Wolfgang Jäger in die USA exportierte.
Seit 2004 firmiert das Unternehmen unter Eheim aquatics group.
Seit 2011 werden alle Produkte der Eheim-Gruppe nur noch unter der Marke Eheim vermarktet.
Der Gründer Gunther Eheim starb am 2. Februar 2013 im Alter von 93 Jahren.
Seit 2014 werden alle Geschäftsbereiche und Firmen, die zu Eheim gehören, als Mitglied der Eheim-Gruppe ausgewiesen. Dazu gehören neben Eheim, Müller & Pfleger sowie Jäger noch folgende Firmen:
- Intek GmbH, Hersteller von Trennwandsystemen
- SFD Aviation, Stuttgarter Flugdienst (Insolvenz 2019)
- Contact Air Technik GmbH, Aircraft Maintenance